# Sunday Morning Call
«Sunday Morning Call» es una canción y un sencillo de la banda de rock británica Oasis, escrita y cantada por Noel Gallagher que desde "Don't Look Back in Anger" no cantaba en un sencillo para el grupo. Fue el tercer sencillo lanzado de su cuarto álbum Standing On The Shoulder Of Giants. La canción llegó al #4 en los Charts Británicos al igual que el sencillo anterior de la banda Who Feels Love?.

## Video
El video de la canción fue filmado en una institución mental en Vancouver, Canadá. El mismo comienza con un personaje que escapa de su casa, luego es perseguido por la policía y termina en un partido de fútbol. Además en parte final del vídeo, podemos ver a Liam en el piano.

## Lista de temas
CD sencillo (RKIDSCD 004), Vinilo de 12" (RKID 004T)

| N.º   | Título                | Duración |  |
| 1.    | «Sunday Morning Call» | 5:14     |  |
| 2.    | «Carry Us All»        | 4:00     |  |
| 3.    | «Full On»             | 4:16     |  |
| 13:30 |                       |          |  |

Vinilo de 7" (RKID 004), Casete (HES 669388 1), Sencillo en CD cardsleeve (RKIDCS 004)

| N.º  | Título                | Duración |  |
| 1.   | «Sunday Morning Call» | 5:14     |  |
| 2.   | «Carry Us All»        | 4:00     |  |
| 9:14 |                       |          |  |

Vinilo promocional de 12" (RKID 004TP), CD promocional México (PRCD 98034)

| N.º  | Título                | Duración |  |
| 1.   | «Sunday Morning Call» | 5:14     |  |
| 5:14 |                       |          |  |

CD promocional (RKIDSCD 004PX)

| N.º  | Título                                | Duración |  |
| 1.   | «Sunday Morning Call» (Radio Edit)    | 3:35     |  |
| 2.   | «Sunday Morning Call» (Álbum Versión) | 5:13     |  |
| 8:48 |                                       |          |  |

Betacam promocional (none)

| N.º  | Título                              | Duración |  |
| 1.   | «Sunday Morning Call» (Music Video) | 5:31     |  |
| 5:31 |                                     |          |  |

- Datos: Q2561736